# Jonas Jägbring
Ludvig Jonatan (Jonas) Jägbring, även verksam under namnet Jonas Jonathan, född 6 januari 1902 i Södertälje,
 död 11 maj 1984 i Örnsköldsvik, var en svensk målare och teckningslärare.
Han var son till förrådsföreståndaren Karl Ludvig Karlsson och Anna Karolina Jansson och från 1936 gift med Hilda Margit Maria Möllersten. Jägbring studerade vid Althins målarskola 1917 och vid Högre konstindustriella skolan 1918–1921 samt vid Teckningslärarseminariet där han avlade en  teckningslärarexamen. 1924 Han medverkade i ett flertal samlingsutställningar i Norrland och med Ångermanlands konstförbund, Sundsvalls konstförening och Riksförbundet för bildande konst. Hans konst består av nakenstudier, porträtt, hamnmotiv, vårlandskap, sädesfält och stadsmotiv.